# Best of... 1995 – 2003
Best of... 1995 – 2003 je drugi kompilacijski album hrvatskog pjevača Borisa Novkovića koji sadrži 12 pjesama. Objavljen je 2003. godine.

## Popis pjesama
1. "Godinama nema radosti"
2. "U dobru i zlu"
3. "Bijeli golub"
4. "Sve mijenja se"
5. "Pjesma moja to si ti"
6. "Daleko"
7. "Sve gubi sjaj"
8. "Branim se"
9. "Lete ptice, lete avioni"
10. "Prodala me ti"
11. "'Ko je kriv"
12. "'Ko sam bez tebe"